# UFC Fight Night: Thomas vs Florian
UFC Fight Night: Thomas vs. Florian (noto anche come UFC Fight Night 11) è stato un evento di arti marziali miste (MMA) organizzato dall'Ultimate Fighting Championship (UFC) mercoledì 19 settembre, 2007, al Palms Casino Resort di Las Vegas, Nevada.  È stato trasmesso in diretta negli Stati Uniti e in Canada su Spike TV come introduzione al debutto di The Ultimate Fighter: Team Hughes vs Team Serra Finale.

## Retroscena
Originariamente si prevedeva che l'evento principale fosse una rivincita tra i concorrenti di The Ultimate Fighter 1 Chris Leben e Mike Swick.  Leben, tuttavia, scelse di rifiutare l'offerta di combattimento (Leben in seguito affermò che i suoi manager avevano rifiutato il combattimento a sua insaputa in un episodio di riunione di Ultimate Fighter 1).  Swick doveva essere presente sulla carta principale in una partita contro il combattente canadese Jonathan Goulet, che ha confermato l'incontro il 18 luglio a Fight Network. 
I rapporti indicano che anche il combattente veterano dell'UFC Chris Lytle è stato preso in considerazione per l'incontro. Tuttavia, Swick si ritirò dall'incontro il 2 settembre 2007 a causa di un infortunio alla costola. Goulet ha invece affrontato Dustin Hazelett.
La scheda è stata riprogrammata per includere un incontro dell'evento principale di Pesi Leggeri tra Din Thomas e Spencer Fisher.  Tuttavia, il 7 agosto, Fisher ha annunciato tramite la sua pagina MySpace che si sarebbe ritirato dall'evento a causa di un'infezione da stafilococco al ginocchio. L'ex sfidante al titolo Kenny Florian ha sostituito Fisher nell'evento principale.
Chris Leben è rimasto sulla card; è apparso in una partita dei pesi medi con Terry Martin.  Anche Nate Quarry, il primo membro del cast del reality The Ultimate Fighter a sfidarsi per un titolo UFC, è tornato all'UFC dopo quasi due anni di pausa dopo la partita contro Rich Franklin a UFC 56.

## Risultati

### Card preliminare
- Incontro categoria Pesi Leggeri:  Gray Maynard contro  Joe Veres

Maynard sconfisse Veres per KO (pugno) a 0:09 del primo round.
- Incontro categoria Pesi Welter:  Luke Cummo contro  Edilberto de Oliveira

Cummo sconfisse de Oliveria per TKO (pugni) a 1:45 del primo round.
- Incontro categoria Pesi Leggeri:  Cole Miller contro  Leonard Garcia

Miller sconfisse Garcia per decisione unanime (30-27, 29-28, 30-27).
- Incontro categoria Pesi Welter:  Thiago Alves contro  Kuniyoshi Hironaka

Alves sconfisse Hironaka per TKO (pugno e ginocchiata) a 4:04 del secondo round.
- Incontro categoria Pesi Welter:  Dustin Hazelett contro  Jonathan Goulet

Hazelett sconfisse Goulet per sottomissione (armbar) a 1:14 del primo round.

### Card principale
- Incontro categoria Pesi Medi:  Nate Quarry contro  Pete Sell

Quarry sconfisse Sell per KO (pugni) a 0:44 del terzo round.
- Incontro categoria Pesi Leggeri:  Nate Diaz contro  Júnior Assunção

Diaz sconfisse Assunção per sottomissione (guillotine choke) a 4:10 del primo round.
- Incontro categoria Pesi Medi:  Chris Leben contro  Terry Martin

Leben sconfisse Martin per KO (pugno) a 3:56 del terzo round.
- Incontro categoria Pesi Leggeri:  Kenny Florian contro  Din Thomas

Florian sconfisse Thomas per sottomissione (rear-naked choke) a 4:31 del primo round.